# Personenbeweis
Personenbeweise (oder Personalbeweise) sind Beweise für den Nachweis einer Tat oder einer Täterschaft für die Strafverfolgungsbehörden (Polizei, Staatsanwaltschaft) sowie für das zuständige Gericht. Personalbeweise dienen der Sachverhaltsfeststellung durch
Bekundungen von Personen und bestehen aus Aussagen bei Vernehmungen der Verfahrensbeteiligten und der Zeugen. Wichtige Personalbeweise sind die Einlassungen des Beschuldigten, etwa das Geständnis, Aussagen von Sachverständigen oder die Zeugenaussage unter Eid. Abgegrenzt wird gegenüber dem Sachbeweis.

## Personenaussagen im Überblick
- Zeugen (§§ 48 StPO): Zeugen unterliegen einer Aussagepflicht, sofern ihnen nicht ausnahmsweise ein Zeugnisverweigerungsrecht zur Seite steht. Als Zeugen kommen das Tatopfer selbst oder Dritte in Betracht, die die Straftat beobachtet haben. Häufig sind die Aussagen als direkte Beweismittel verwendbar, da Zeugen bestimmte Personen oder Handlungsabläufe beobachten konnten oder Hinweise zu den Tätermotiven geben können. Da Zeugenaussagen subjektiv sind, können sich Fehlerquellen (Erinnerung, Wahrnehmung, Wiedergabe) einschleichen, auch kann die Glaubwürdigkeit des Zeugen selbst in Zweifel gezogen werden. Die Aussagen des Zeugen können daher durch Eid bekräftigt werden (§ 59 StPO). Eine Warnfunktion geht von den Tatbeständen der uneidlichen Falschaussage (ohne Eid) und dem Meineid aus.

- Gerichtssachverständiger: Der Sachverständige wird für Sachverständigengutachten (§§ 72 ff. StPO) herangezogen, wenn oder weil dem Gericht die notwendige Sachkunde fehlt. Die Hinzuziehung eines Sachverständigen ist in folgenden Fällen obligatorisch:
  - Leichenschau und Leichenöffnung (§ 87 StPO),
  - Vergiftungsverdacht (§ 91 StPO) und
  - Geldfälschung (§ 92 StPO).

- Beschuldigter (§ 157 StPO): Aussagen und Einlassungen (Geständnis) des Angeklagten zur Sache (§ 243 Abs. 5 StPO) werden von der herrschenden Meinung als Beweismittel behandelt.[1] Die Polizei ist in Vorbereitung eines Strafprozesses berechtigt, auf ein Geständnis hinzuwirken; die Schranken hierzu finden sich in § 343 StGB (Aussageerpressung). Ein glaubhaftes, plausibles Geständnis ist im Regelfall für die Schuldfrage von erheblicher Bedeutung, so dass die Aussage des Angeklagten zur Sache eine „wichtige Quelle zur Erkenntnis des Sachverhalts“ darstellt.[2]